# Werner Lendholt
Werner Lendholt (* 11. Februar 1912 in Uerdingen; † 25. August 1980 in Hannover) war ein deutscher Gärtner,  Gartenarchitekt, Landschaftsarchitekt, Gartendirektor der Landeshauptstadt Hannover sowie Professor an der Technischen Universität Hannover.

## Leben
Lendholt trat zum 1. Mai 1937 der NSDAP bei (Mitgliedsnummer 5.978.675). Er war zunächst Assistent, seit 1939 Leiter des Garten-, Friedhofs- und Forstamtes der Stadt Posen. Sein Amtsvorgänger dort war Heinrich Wiepking-Jürgensmann. Erich Ahlers (der spätere Gartenbaudirektor und Leiter des Gartenbauamtes Bremen) war ein Studienkollege von Lendholt und führte mit ihm gemeinsam Grünplanungen in Posen aus.
Lendholt war von Posen aus außerdem von 1939 bis 1943 Generalreferent für Landschaftspflege und Naturschutz im von Deutschland eroberten und annektierten Warthegau, dessen Territorium zuvor zu Polen gehört hatte. Er war auch beteiligt an der Landschaftsgestaltung des Reichsparteitagsgeländes in Nürnberg.
Nach Ende des Zweiten Weltkrieges betätigte er sich als freischaffender Gartenarchitekt. 1949 wurde er Abteilungsleiter für Gartengestaltung an der Höheren Gartenbauschule in Osnabrück, deren Mitgründer Wiepking war (heute ein Studienzweig der Fachhochschule Osnabrück). 1956 wurde er Gartendirektor und Leiter des Garten- und Friedhofamtes der Stadt Hannover.
Ab 1958 war Lendholt Direktor des Instituts für Grünplanung und Gartenarchitektur der Technischen Universität Hannover. Der in Hannover lehrende Professor Heinrich Wiepking hatte 1957 sein Lehrgebiet in zwei selbstständige Institute aufgeteilt. Während Wiepking weiterhin das Gebiet der Landschaftspflege und Landschaftsgestaltung vertrat, wurde die andere Professur ausgeschrieben und mit Unterstützung von Wiepking Lendholt zuerkannt. Lendholt war Schüler von Wiepking gewesen, hatte mit ihm in Berlin an der dortigen Technischen Universität studiert, insofern war die konservative, geistige und inhaltliche Kontinuität im Sinne Wiepkings gewahrt. 1958 übernahm der Biologe Konrad Buchwald den Stuhl Wiepkings.
Lendholt war des Weiteren Mitglied einer Arbeitsgruppe der Deutschen Gartenbaugesellschaft (DGG), welche die Grundlagen für die 1961 verabschiedete Grüne Charta von der Mainau erarbeitet hatte, sowie Mitglied im Forschungsausschuss Landespflege der Akademie für Raumforschung und Landesplanung Hannover (ARL).

## Werke (Auswahl)
- Mitte der 1960er Jahre Neugestaltung des im Zweiten Weltkrieg zerstörten Osnabrücker Schlossgartens
- ebenfalls in den 1960er Jahren: Umgestaltungen im ältesten Friedhofsteil des Stadtfriedhof Stöcken in Hannover (heute unter gartendenkmalpflegerischen Gesichtspunkten fragwürdig: Aufgabe des Endpunktes der Hauptallee, Verschmälerung der Wege, Aufgabe der platzartigen Erweiterungen an den Kreuzungen, Entfernung von Alleen und Hecken)

## Schriften (Auswahl)
- Konrad Buchwald, Werner Lendholt, Konrad Meyer (Hrsgg.): Festschrift für Heinrich Friedrich Wiepking. Beiträge zur Landespflege, 1. Stuttgart: Ulmer, 1963.
- Landschaft und Stadtgrün. Grundsatzüberlegungen und landespflegerische Stellungnahme zum Aufbauplan von 1960 der Freien und Hansestadt Hamburg, 1967
- zusammen mit K. Rautmann: Untersuchung über Frequentierung Städtischer Freiräume ... (Abschlussbericht), 1979
- Die Bedeutung städtischer Freiräume. Hannover: Jänecke, 1975, S. 81–94. Sonderdruck aus: Städtisches Grün in Geschichte und Gegenwart; 1975
- Funktionen der städtischen Freiräume. Hannover: Jänecke, 1974, S. 161–184. Sonderdruck aus: Zur Ordnung der Siedlungsstruktur (Stadtplanung 1), 1974
- Kleingärten. Hannover: Jänecke, 1970, Sp. 1559–1564. Sonderdruck aus: Handwörterbuch der Raumforschung und Raumordnung, 2. Aufl., 1970
- Grünordnung in Verdichtungsgebieten. In: Landespflege und Raumordnung. Hannover: Jänecke, 1964, S. 49–52
- Grünplanung in Verdichtungsgebieten. Berlin: Institut für Städtebau, 1968. Referendarlehrgang Institut für Städtebau der Deutschen Akademie für Städtebau und Landesplanung, 7/33.
- Grünplanung. Berlin: Institut für Städtebau, 1965. Referendarlehrgang Institut für Städtebau der Deutschen Akademie für Städtebau und Landesplanung, 2/43.
- Über die Problematik städtebaulicher Richtwerte für Grün- und Greiflächen: Vortrag, geh. am 13. März 1964. In: Grünflächen in der Stadtregion. Essen: Bacht, 1965, S. 25–35.
- Landespflegerische Erfordernisse im erweiterten Zweckverbandsgebiet "Wirtschaftsraum Stadt- und Landkreis Göttingen". Teil 1: Landespflegerische Zielsetzungen der Landesplanung. Hannover : Institut f. Grünplanung und Gartenarchitektur d. Technischen Universität Hannover, um 1961
- Die Freiflächen in der Stadtregion. In: Das Gartenamt, H. 6, 1960, S. 241–247